# Gym Teacher: The Movie
Gym Teacher: The Movie est un téléfilm américano-canadien réalisé par Paul Dinello, produit en 2008 par la chaîne Nickelodeon. En France le film fut diffusé sur Gulli et au Québec sur la chaîne VRAK.TV le 24 septembre 2010.

## Distribution
- Christopher Meloni : coach Dave Stewie.
- Nathan Kress : Roland Waffle.
- Amy Sedaris : Abby Hoffman.
- David Alan Grier : Shelly Bragg.
- Chelah Horsdal : Winnie Bleeker.
- Brenna O'Brien : Morgan.
- Avan Jogia : Champ.
- Jordan Becker : Derrick.
- Alexia Fast : Susie Salisbury.
- Ellie Harvie : Mme Shoenbourg.
- Bruce Jenner : lui-même.
- Georgie Henley : Lucy Baker.